# كيلنغ فلور
كيلنغ فلور (بالإنجليزية:Killing Floor)، هي لعبة فيديو من نوع البقاء وتصويب منظور الشخص الأول، صدر اللعبة سنة 2005، وأعيد إصدارها سنة 2009، وتعمل لمنصات أو إس إكس، لينكس ومايكروسوفت ويندوز، وهي الجزء الأول من سلسلة كيلنغ فلور، وتدور شخص في مكان مدمر ينتشر فيه الزومبيون، ووجب على اللاعب الواحد أو مجموعة لاعبين أن يقتلوا الزومبيين للبقاء على قيد الحياة.

## روابط خارجية
- كيلنغ فلور على موقع IMDb (الإنجليزية)

## الموقع الخارجي
- الموقع الرسمي
 (بالانكليزية)